# スマトラ島沖地震 (2012年4月)
スマトラ島沖地震（スマトラとうおきじしん）は、2012年4月11日、現地時間15時38分（UTC午前8時38分）にインドネシア西部、スマトラ島北西沖のインド洋で発生したモーメントマグニチュード (Mw) 8.6の地震である。

## 概要
震源はバンダ・アチェの南西約434 km (269 mi)、震源の深さは22.9 km (14.2 mi)。滑り量は最大で 15mと推定され横ずれ断層型の地震としては史上最大規模のものであった。インド洋周辺各国において津波警報が発令されたが、下方修正または撤回された。
| 順位                           | 名称                                   | 発生日（UTC）  | 規模（Mw） |
| ------------------------------ | -------------------------------------- | -------------- | ---------- |
| 1                              | チリ、バルディビア                     | 1960年5月22日  | 9.5        |
| 2                              | アラスカ、プリンス・ウィリアム湾       | 1964年3月28日  | 9.2        |
| 3                              | スマトラ島・アンダマン諸島             | 2004年12月26日 | 9.1        |
| 3                              | 東北地方太平洋沖地震                   | 2011年3月11日  | 9.1        |
| 5                              | カムチャツカ半島東方沖                 | 1952年11月5日  | 9.0        |
| 6                              | チリ、ビオビオ                         | 2010年2月27日  | 8.8        |
| 6                              | エクアドル・コロンビア                 | 1906年1月31日  | 8.8        |
| 8                              | アリューシャン列島、ラット諸島         | 1965年2月4日   | 8.7        |
| 9                              | アリューシャン列島、ユニマク島         | 1946年4月1日   | 8.6        |
| 9                              | アッサム・チベット                     | 1950年8月15日  | 8.6        |
| 9                              | アリューシャン列島、アンドレアノフ諸島 | 1957年3月9日   | 8.6        |
| 9                              | スマトラ島北部                         | 2005年3月28日  | 8.6        |
| 9                              | スマトラ島北部西方沖                   | 2012年4月11日  | 8.6        |
| 規模はアメリカ地質調査所による |                                        |                |            |

## 津波
地震の約一時間半後にスマトラ島アチェ州ムラボーで約1 mの津波を観測した。日本の気象庁は日本への津波の影響は無いとしている。

### インド
地震発生後、インド国立海洋情報センター(INCOIS)は、アンダマン・ニコバル諸島に津波警報を発令した。

### スリランカ
スリランカ当局は津波の危険があるとして、東部沿岸地域に避難勧告を出した。

### マレーシア
マレーシア気象局は津波の危険があるとして、北部沿岸部に避難勧告を出した。

### タイ
津波の危険があることからプーケット国際空港が閉鎖された。

## 余震
11日午後5時43分頃に、インドネシア・スマトラ島北部西方沖で、マグニチュード8.2の地震が発生した。

## 評価
シンガポール地球観測研究所(EOS)のケリー・シエ所長は「2,000年に一度」の巨大地震であり、アチェの南にあるムンタワイ諸島の下にある700kmの巨大活断層での地震可能性を高めたという。